# Pine Ridge
|  | Denne artikel er oprettet af botten PalnaBot ud fra en ekstern database. Den kan derfor have sproglige fejl eller mangler. Denne skabelon kan fjernes efter kontrol af indholdet. |

Pine Ridge er en dokumentarfilm fra 2013 instrueret af Anna Eborn efter manuskript af Anna Eborn.

## Handling
19-årige Bert sidder i skyggen af et træ i Yo Park. Cassandra Warrior fodrer sin datter Diamond Rose. Daniel Runs Close sveder under solen ved mindestedet Wounded Knee. Kassel Sky Little tager sine støvler på ved Waters Rodeo. Vanessa Piper er alene, midt i Badlands. Lance Red Cloud hænger ud bag tankstationen om natten. Det er sommer og de bor her alle sammen, i Pine Ridge reservatet i South Dakota, USA.